# Матейка, Евген
Евген Антонович Матейка (словен. Evgen Antona Matejka, серб. Евген Антоне Матејка; 6 ноября 1909, Либерец — 3 мая 1945, Градишче-об-Сочи) — югославский словенский партизан, в годы Народно-освободительной войны Югославии разведчик, коммандос и командир 31-й словенской дивизии, Народный герой Югославии.

## Биография
Родился в городе Либерец (ныне Чехия). С семьёй после Первой мировой войны переехал в Кочевье, где окончил три класса средней школы. По причине денежных проблем бросил школу и устроился работать токарем. До войны проживал в Мариборе.
На фронте Евген оказался в 1941 году, нёс службу в Гореньском партизанском отряде и выполнял обязанности разведчика и бойца специального назначения (коммандос). Провёл ряд диверсионных акций против итальянских и немецких войск. В 1942 году был принят в Коммунистическую партию Югославии. В 1943 году стал политруком отряда, позднее был переведён в 31-ю дивизию. Стал начальником разведывательной службы при 9-м словенском армейском корпусе НОАЮ.
В декабре 1944 года Евген возглавил 31-ю дивизию. Незадолго до окончания войны, 3 мая 1945, в Градишче-об-Сочи он попал в засаду и погиб.
20 декабря 1951 посмертно награждён орденом и званием Народного героя Югославии.